# Erwin Kremers
Erwin Kremers (Mönchengladbach, 24 marzo 1949) è un ex calciatore tedesco, di ruolo attaccante.
È gemello di Helmut Kremers.

## Carriera

### Club
Attaccante cresciuto nelle giovanili del Borussia Mönchengladbach insieme al fratello, si trasferì nel 1969 al Kickers Offenbach, dove vinse una Coppa di Germania. Nel 1971 fu acquistato insieme ad Helumut dallo Schalke 04, squadra dove, nel 1972 vinse un'altra Coppa nazionale e nel 1979 terminò la carriera.

### Nazionale
Con la Germania Ovest, Erwin Kremers totalizzò 15 presenze e tre reti e fu parte della rosa che vinse il campionato d'Europa 1972. Non fece però parte della spedizione che vinse il campionato del mondo 1974 per motivi disciplinari.
Insieme i due fratelli giocarono due partite in Nazionale: la prima ad Hannover nel 1973 contro l'Austria (4-0), la seconda nel 1974 a Dortmund contro l'Ungheria (5-0).

## Palmarès
- Coppa di Germania: 2

Kickers Offenbach:1969-1970
Schalke 04: 1971-1972
- Campionato d'Europa: 1

Germania Ovest: Belgio 1972